# Ljudspel
Ett ljudspel, eller audiospel, är en typ av datorspel där spelaren tar emot information från spelet via hörseln och inte via synen.
Ljudspel utvecklades från början framförallt av amatörer och blinda programmerare främst för att göra datorspel tillgängliga för blinda. [källa behövs] Men ljudspel har sen dess kommit att intressera en bredare grupp, bestående av bland annat ljudkonstnärer, forskare som ägnar sig åt speltillgänglighet, samt datorspelsutvecklare med inriktning mot mobila plattformar. De flesta ljudspel är gjorda för persondatorer, men det finns även spel till handhållna enheter och spelkonsoller. Ljudspel finnes inom samma genrer som andra datorspel, så som äventyrsspel eller racingspel.

## Historia

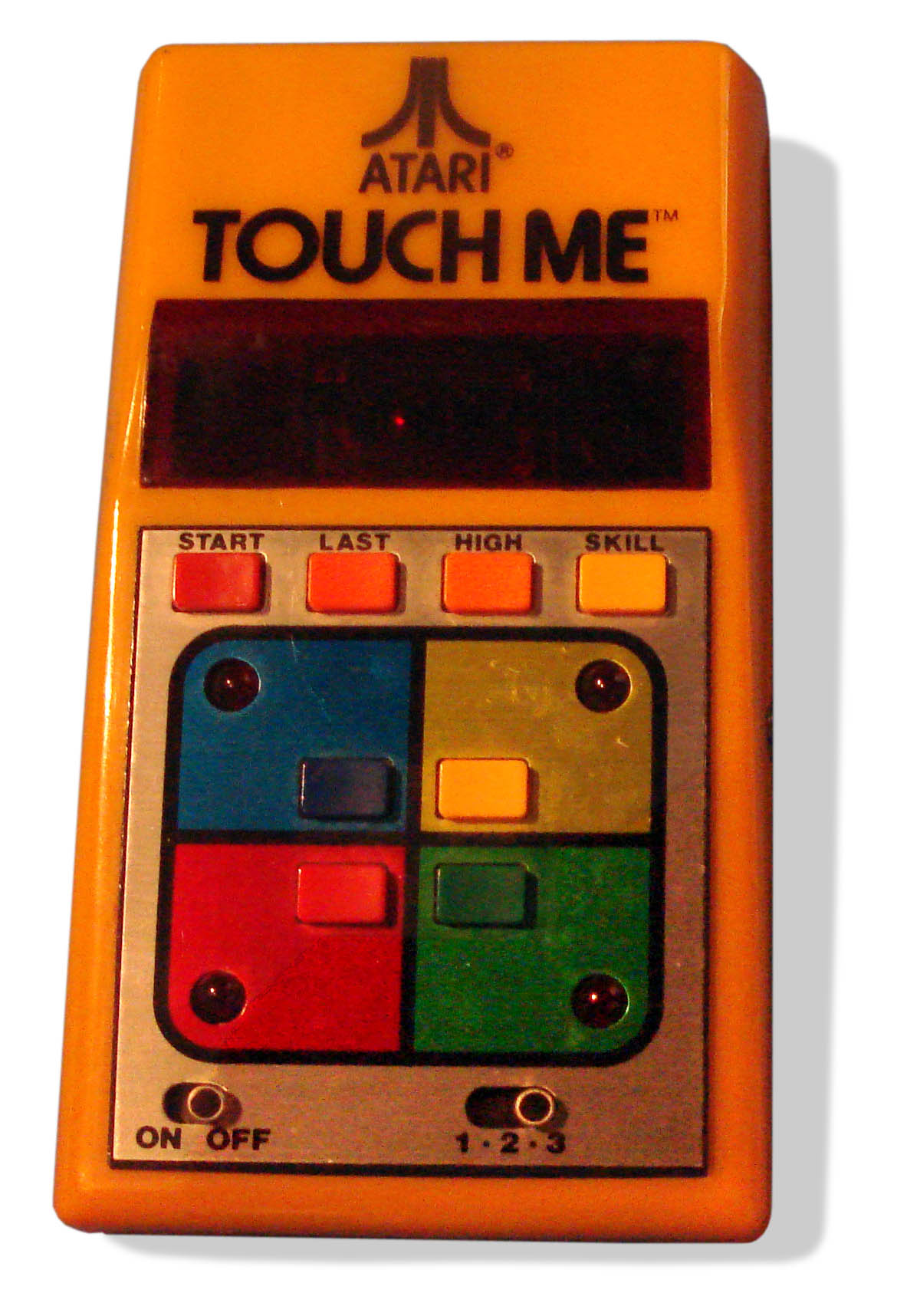
Handhållen version av Ataris Touch Me från 1978 - ett av de tidigaste ljudspelen.

Begreppet datorspel, eller elektroniskt spel uppfattas vanligen som en synonym till det smalare konceptet grafiskt spel eller visuellt spel. Detta är förståeligt då datorspel och visuella spel har utvecklats parallellt, och marknaden för spel alltid haft ett större intresse för det visuella. Vidare, så sägs det ofta att Cathode-Ray Tube Amusement Device (1947) är det första elektroniska spelet, tillika enbart ett visuellt spel. Trots svårigheterna i att skapa visuella komponenter till de tidiga datorspelen, som primitiv datorgrafik, små bildskärmar och hög energikonsumtion, var visuella spel fortsatt i fokus för den tidiga datorspelsmarknaden.

### Arkad- och handhållna ljudspel - de tidiga åren
Det var först 1974 som Atari släppte det första ljudspelet, Touch Me. Det var ett arkadspel i vilket det presenterades en serie lampor vilka kunde blinka till, ackompanjerat av en ton. Spelaren skulle sen reproducera sekvensen genom att trycka på korresponderande knappar. Spelet adderade sen ytterligare lampor och ljud i slutet av den växande sekvensen, för att därmed kontinuerligt testa spelarens eidetiska minne på ett sätt som påminner om Memory. Även om spelet innehöll både en visuell och en hörbar komponent, innebar oberoendet mellan komponenterna att både seende och blinda kunde uppskatta spelet i samma utsträckning.
På grund av den popularitet som Touch Me fick, släppte Milton Bradley ett handhållet ljudspel, Simon, på Studio 54 i New York under 1978. Till skillnad ifrån Touch me, som varit i hård konkurrens med andra arkadspel och vars framgång blev begränsad därefter, så tillät lockelsen med ett eget, privat elektroniskt spel, att Simon tog en mycket större del av spelmarknaden. Simon blev en omedelbar succé och blev senare också en symbol på 80-talets popkultur.

### Talsyntes och persondatorn - den andra vågen

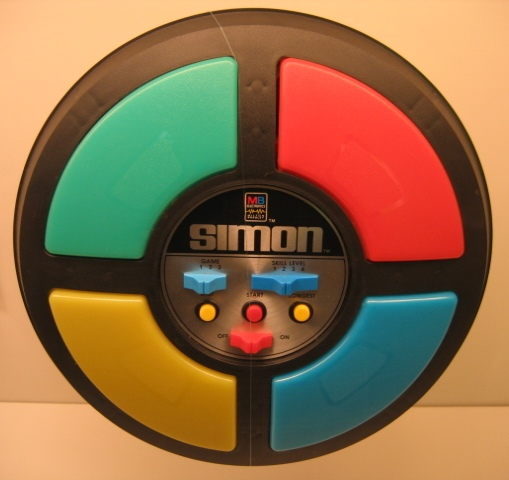
Originalversionen av spelet Simon från 1978.

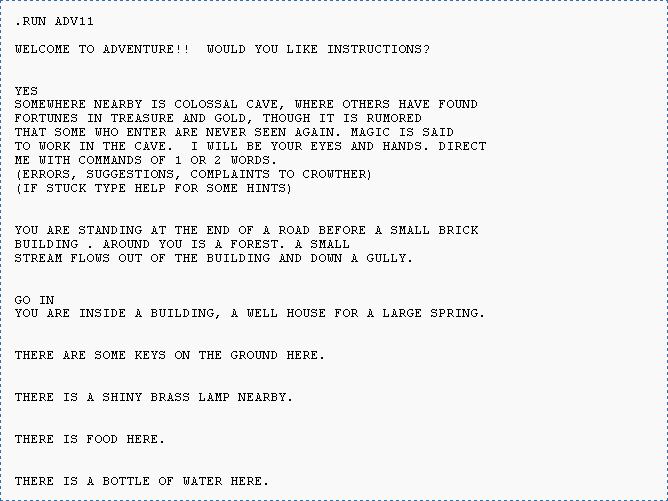
Colossal Cave Adventure (1976), det äldsta spelet i en mängd textbaserade spel som blev tillgängliga med talsyntes genom MacInTalk 1984.

Innan grafiska operativsystem som Windows, användes textbaserade operativsystem, som MS-DOS, på de flesta hemdatorer. Att de var textbaserade innebar att de var relativt lättillgängliga för blinda användare, med hjälp av talsyntes. Av samma anledning var textbaserade spel också lättillgängliga.  Då mjukvara för talsyntes inte var allmänt tillgängliga innan programmet MacInTalk 1984 inkluderades på Apples datorer, spände listan av spel som blev tillgängliga för blinda, mellan tidiga textäventyrsspel, som Colossal Cave Adventure, till de mer avancerade spelen inom genren interaktiv fiktion som hade utvecklats under de efterföljande 8 åren. Även om denne genres popularitet avtagit då spel med fokus på det visuella blivit den dominanta formen av datorspel, växer fortfarande antalet spel som blir tillgängliga med talsyntes, tack vare engagerade spelutvecklare som gör sina titlar, tillhörande genren interaktiv fiktion, tillgängliga som freeware.
Tillgängligheten för blinda började förändras något tidigare än de grafiska operativsystemen började komma, i samband med att datorerna blev tillräckligt kraftfulla för att stödja spel med visuellt fokus. Detta skapade en klyfta mellan datorspel för seende respektive för blinda - en klyfta som fortsatt växa. Då marknaden varit större för seende, så har spel följaktligen utvecklats för denna befolkningsgrupp. Medan seende spelare kunde uppleva tredimensionella spelvärldar i spel som Myst, Final Fantasy eller Doom, fick blinda spelare nöja sig med enklare spel som Blackjack eller Sänka skepp.
Men då datorspel frodades och blev allt vanligare, började amatörer inom spelutveckling att anpassa redan existerande datorspel. Snart började också ljudspelsutvecklare att skapa ljudspel med enbart ljud, allt mindre baserade på traditionella idéer och de började istället koncentrera sig på de möjligheter, som interaktion mellan datorspel och spelare via ljud gav.
Specifikt så har inspelningsteknik som tillåter en tredimensionell upplevelse av ljudet (eng. binaural recording), och därmed också möjligheten till positionering i likhet med djupseende, utvecklats sen början av 2000-talet. Denna teknik har använts i ljudspel som BBBeat. För att skapa denna effekten så spelas ett ljud i höger-, eller vänsterkanalen för att indikera ett objekts position i spelmiljön. Generellt används panorering av olika ljudeffekter, varar många är loopade för att indikera en fara eller ett objekt med vilket spelaren kan interagera. Volym spelar också en roll i tredimensionella ljudspel för att markera avstånd. Tonhöjden på ljudet kan ibland varieras för att förmedla annan information om ett objekt. Röster används ofta för att förmedla menyinnehåll istället för text. Dessa parametrar har skapat möjligheten för spel inom genrer som plattformsspel, äventyrsspel i 3D, samt shoot 'em up.

### Ljudspel till konsol och den moderna eran
De flesta ljudspel utvecklas nu av flera små företag. Målgruppen är ännu främst blinda spelare, men intresset från den bredare spelmarknaden har gradvis ökat, mycket tack vare allmänna ansträngningar för att göra datoranvändande och mjukvara mer lättillgängligt för fler användare. Att det kommersiella intresset ökat har bidragit till att konstnärer och studenter har skapat flera experimentella ljudspel, som släppts som freeware, i syftet att utforska möjligheter och begränsningar i spelformen. Nyligen har också ljudspel blivit intressant för spelmarknaden för mobila enheter, av det faktum att ingen skärm behövs för dessa spel.
För spelkonsoler har dessa tendenser varit få. Ett nämnvärt undantag har varit hur det japanska spelföretaget Superwarp (WARP) på ett nyskapande sätt inkorporerat avancerade ljudelement i flera av sina spel. WARP grundades av musikern Kenji Eno och bestod av ett arbetslag på fem personer. 1997 utvecklade WARP ett rent ljudspel, Real Sound för Sega Saturn, och det portades 1999 till Dreamcast under namnet Real Sound: Kaze no Regret (Real Sound: Regrets of the Wind?).
Nintendo har nyligen, som en del i deras ansträngningar mot alternativa spelformer, visat ett intresse för ljudspel via sina egna utvecklingslag.  I juli 2006 släppte Nintendo en samling av ljudspel kallad Soundvoyager som ett tillskott till serien Digilux. Spelen i serien karakteriseras av enkel men tilldragande spelstil, enkel grafik, och fokus, i titlar som Soundvoyager och Dotstream, på musik. Trots att Digilux-serien har varit tillgänglig i Japan sen juli 2006, så har Nintendo ännu inte annonserat att de kommer att släppa serien i Nordamerika.